# Robesonia
Robesonia ist ein Borough im Berks County in Pennsylvania, Vereinigte Staaten. Das U.S. Census Bureau hat bei der Volkszählung 2020 eine Einwohnerzahl von 2.035 ermittelt. Der Ort war einst bekannt für seine Eisenschmelzöfen, die von etwa 1794 bis 1927 bestanden. Gegründet wurde die Stadt 1855 durch Henry P. Robeson, der hier bestehende Eisenerzeugungsbetriebe gekauft hatte und 1845 die Robesonia Iron Company gründete.
Der Robesonia Furnace Historic District ist seit 1991 im National Register of Historic Places verzeichnet.

## Geographie
Robesonia liegt im Westen des Berks County und wird umrundet von der Heidelberg Township. Robesonias geographische Koordinaten lauten 40° 21′ N, 76° 8′ W (40,351539, −76,136538). U.S. Highway 422 führt als Penn Avenue durch den Borough und führt ostwärts ins 18 km entfernte Reading und westwärts in das 24 km entfernt Lebanon.
Nach den Angaben des United States Census Bureaus hat der Borough eine Gesamtfläche von 2,3 km², alles ist Land.

## Demographie
Beim United States Census 2010 hatte Robesonia 2061 Einwohner. Die Bevölkerungsdichte betrug 2322 Einwohner pro Quadratkilometer. Von der Einwohnerschaft waren 92,22 % Weiße, 1,00 % African American, 0 % Natives, 1,12 % Asians und 0 % Pacific Islanders. 0,14 % erklärten, zwei oder mehr Races anzugehören und 1,16 gaben an, Angehörige anderer Races zu sein. Als Hispanos oder Latinos identifizierten sich 4,42 % der Bevölkerung.
Von den 855 Haushalten bestanden 579 aus Familien. In 28,5 % der Haushalte lebten Minderjährige und in 51,1 % der Haushalte verheiratete Paare. Von Frauen ohne Ehemann geführt wurden 11,8 % der Haushalte. 32,3 % der Haushalte bestanden nicht aus Familien, und in 26,3 % der Haushalte bestanden aus Einzelpersonen, 11,4 % der Haushalte bestanden aus Einzelpersonen, die zum Zeitpunkt der Erhebung über 65 Jahre alt waren. Die durchschnittliche Haushaltsgröße betrug 2,39 Personen, Familien hatten durchschnittlich 2,85 Mitglieder.
Der Median des Alters war 38 Jahre. 24,5 % der Einwohner waren minderjährig, 5,8 % entfielen auf die Altersgruppe 18–24 Jahre; 31,9 % waren 25–44 Jahre alt, 23,3 % waren 45–64 Jahre alt und 14,4 % waren 65 Jahre alt oder älter.

## Persönlichkeiten
- Amy Cuddy (* 1972), Bestsellerautorin und Professorin an der Harvard Business School